# 2014 UEFA 챔피언스리그 결승전
2014 UEFA 챔피언스리그 결승전은 UEFA 챔피언스리그의 58번째 결승전이자 현재의 대회명으로 개명 후 22번째 결승 경기로 레알 마드리드와 아틀레티코 마드리드의 경기였다. 경기는 2014년 5월 24일 포르투갈 리스본에 위치한 이스타디우 다 루스에서 열렸다. 이 경기는 챔피언스리그 결승에서 열린 최초의 더비 경기다.
전반 코너킥 상황에서 이케르 카시야스의 실수로 인해 아틀레티코 마드리드의 디에고 고딘에게 선제골을 허용했지만 후반 추가 시간 마지막 공격 상황에서 세르히오 라모스의 동점골로 연장에 돌입한다. 그 후 가레스 베일의 결승골과 마르셀루의 쐐기골과 크리스티아누 호날두의 페널티킥으로 4:1 승리를 기록하면서 레알 마드리드가 우승을 차지했다.

## 개최지 선정
유럽 축구 연맹(UEFA)은 2012년 3월 20일에 터키 이스탄불에서 열린 집행위원회 회의에서 2014 UEFA 챔피언스리그 결승전 개최지를 포르투갈 리스본에 위치한 이스타디우 다 루스로 선정했다. 이스타디우 다 루스는 벤피카의 홈 구장이기도 하다.

## 결승까지 전적
| 팀            | 경기 | 승 | 무 | 패 | 득 | 실 | 차  | 승점 |
| ------------- | ---- | -- | -- | -- | -- | -- | --- | ---- |
| 레알 마드리드 | 6    | 5  | 1  | 0  | 20 | 5  | +15 | 16   |
| 갈라타사라이  | 6    | 2  | 1  | 3  | 8  | 14 | -6  | 7    |
| 유벤투스      | 6    | 1  | 3  | 2  | 9  | 9  | 0   | 6    |
| 코펜하겐      | 6    | 1  | 1  | 4  | 4  | 13 | -9  | 4    |

| 팀                      | 경기 | 승 | 무 | 패 | 득 | 실 | 차  | 승점 |
| ----------------------- | ---- | -- | -- | -- | -- | -- | --- | ---- |
| 아틀레티코 마드리드     | 6    | 5  | 1  | 0  | 15 | 3  | +12 | 16   |
| 제니트 상트페테르부르크 | 6    | 1  | 3  | 2  | 5  | 9  | -4  | 6    |
| 포르투                  | 6    | 1  | 2  | 3  | 4  | 7  | -3  | 5    |
| 아우스트리아 빈         | 6    | 1  | 2  | 3  | 5  | 10 | -5  | 5    |

## 경기
| 레알 마드리드                                                                | 4–1 (연장) | 아틀레티코 마드리드 |
| ---------------------------------------------------------------------------- | ---------- | ------------------- |
| - 세르히오 라모스 90+3′ - 베일 110′ - 마르셀루 118′ - 호날두 120′ (페널티킥) |            | - 고딘 36′          |

| 레알 마드리드 | 아틀레티코 마드리드 |

| GK              | 1  | 이케르 카시야스 (주장) |           |             |
| RB              | 15 | 다니 카르바할          |           |             |
| CB              | 4  | 세르히오 라모스        | 27′       |             |
| CB              | 2  | 라파엘 바란            | 120+3′    |             |
| LB              | 5  | 파비우 코엔트랑        |           | 59′         |
| RM              | 19 | 루카 모드리치          |           | 교체로 나옴 |
| CM              | 6  | 자미 케디라            | 45+1′ 59′ |             |
| LM              | 22 | 앙헬 디 마리아         |           |             |
| RF              | 11 | 가레스 베일            |           |             |
| CF              | 9  | 카림 벤제마            |           | 79′         |
| LF              | 7  | 크리스티아누 호날두    | 120+1′    |             |
| 교체 선수:      |    |                        |           |             |
| GK              | 25 | 디에고 로페스          |           |             |
| DF              | 3  | 페페                   |           |             |
| DF              | 12 | 마르셀루               |           | 118′ 59′    |
| DF              | 17 | 알바로 아르벨로아      |           |             |
| MF              | 23 | 이스코                 |           | 59′         |
| MF              | 24 | 아시에르 이야라멘디    |           |             |
| FW              | 21 | 알바로 모라타          |           | 79′         |
| 감독:           |    |                        |           |             |
| 카를로 안첼로티 |    |                        |           |             |

| GK              | 13              | 티보 쿠르투아         |                 |        |
| RB              | 20              | 후안프란              | 74′             |        |
| CB              | 23              | 미란다                | 53′             |        |
| CB              | 2               | 디에고 고딘           | 120′            |        |
| LB              | 3               | 필리피 루이스         |                 | 83′    |
| RM              | 8               | 라울 가르시아         | 27′             | 66′    |
| CM              | 5               | 티아구                |                 |        |
| CM              | 14              | 가비                  | 100′            |        |
| LM              | 6               | 코케                  | 86′             |        |
| CF              | 19              | 디에고 코스타         |                 | 9′     |
| CF              | 9               | 다비드 비야           | 72′             |        |
| 교체 선수:      |                 |                       |                 |        |
| GK              | 22              | 다니엘 아란수비아     |                 |        |
| DF              | 24              | 토비 알데르베이럴트   |                 | 83′    |
| MF              | 4               | 마리오 수아레스       |                 |        |
| MF              | 11              | 크리스티안 로드리게스 |                 |        |
| MF              | 44              | 호세 에르네스토 소사  |                 | 66′    |
| MF              | 21              | 지에구                |                 |        |
| FW              | 7               | 아드리안 로페스       |                 | 9′     |
| 감독:           |                 |                       |                 |        |
| 디에고 시메오네 | 디에고 시메오네 | 디에고 시메오네       | 디에고 시메오네 | 120+3′ |

| 최우수 선수: 앙헬 디 마리아 (레알 마드리드) 팬 선정 최우수 선수: 세르히오 라모스 (레알 마드리드) 부심: 산더르 판 루컬 (네덜란드) 에르빈 제인스트라 (네덜란드) 대기심: 쥐네이트 차크르 (터키) 후보 대기심: 폴 판 부컬 (네덜란드) 리카르트 리스벨트 (네덜란드) Reserve assistant referee: Angelo Boonman (네덜란드) |

| 경기 규칙 - 90분 경기. - 연장전 30분. - 연장전 후 동점인 경우 승부차기. - 교체 명단에 7명의 선수. - 최대 3명의 선수 교체 출전 가능. |

## 같이 보기
- 2016 UEFA 챔피언스리그 결승전
- 2018년 UEFA 슈퍼컵